# Cogny (Rodan)

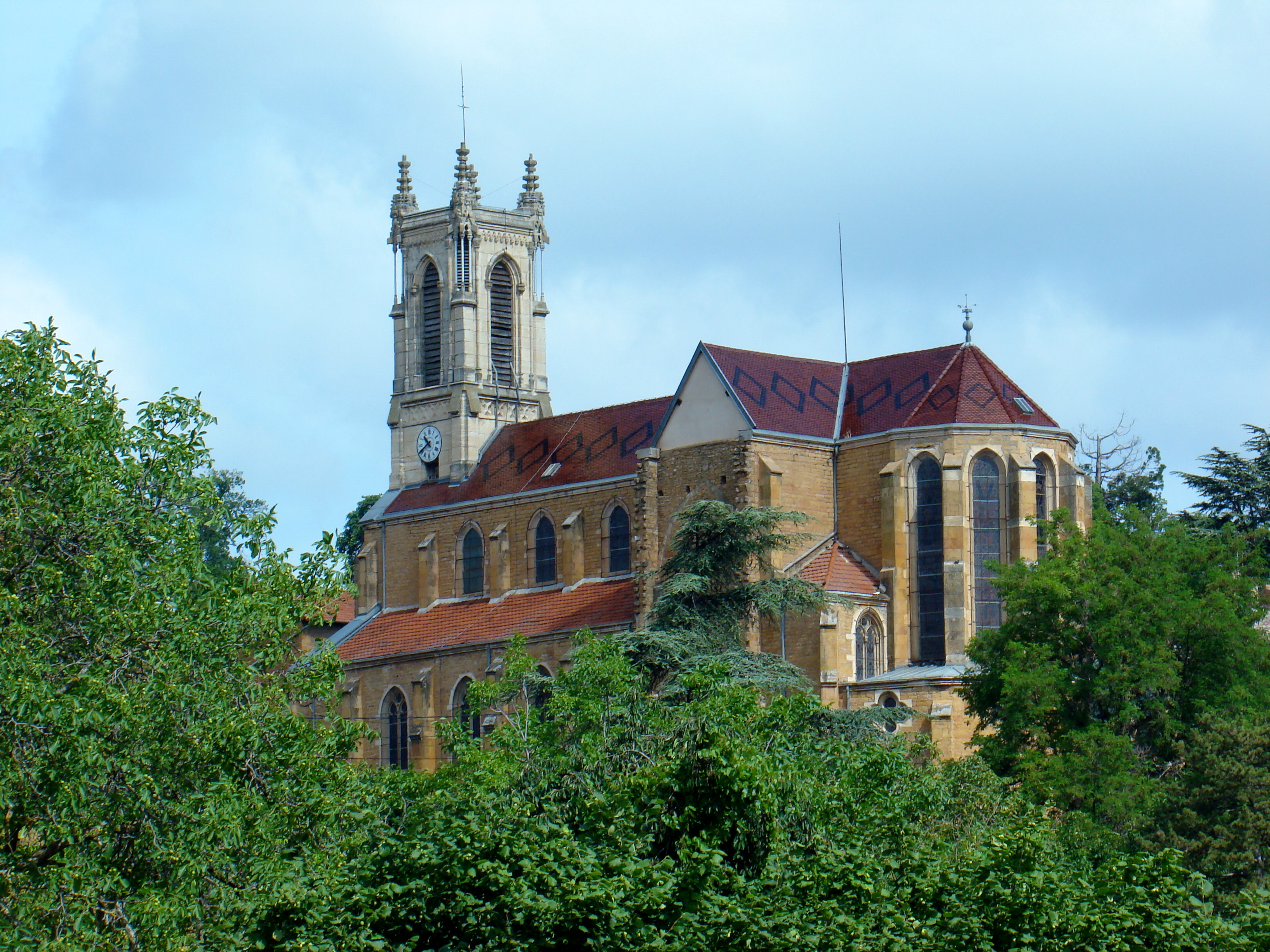
Kościół w Cogny, 2009

Cogny – miejscowość i gmina we Francji, w regionie Owernia-Rodan-Alpy, w departamencie Rodan.
Według danych na rok 1990 gminę zamieszkiwało 831 osób, a gęstość zaludnienia wynosiła 143 os./km² (wśród 2880 gmin regionu Rodan-Alpy Cogny plasuje się na 883. miejscu pod względem liczby ludności, natomiast pod względem powierzchni na miejscu 1449.).